# Парафимоз
Парафимо́з (от греч. πᾰρά и φῑμός — «намордник»; известны также «народные» названия «удавка», «испанский воротничок») — патологическое состояние, заключающееся в ущемлении головки полового члена кольцом  суженной крайней плоти, сместившейся за головку. Парафимоз является возможным осложнением фимоза (врождённого или приобретённого). Данная патология ведёт к развитию застойных явлений в головке полового члена, вплоть до её некроза, в связи с чем требует экстренного лечения.

## Этиология, клиника и диагностика
Развитию парафимоза чаще всего предшествует имеющийся фимоз. Суженная крайняя плоть может сместиться за головку при половом сношении или мастурбации. Развитие парафимоза возможно также в результате каких-либо врачебных манипуляций на половом члене, требующих «открытия» головки на долгое время (например, катетеризация мочевого пузыря или цистоскопия); при этом возможно развитие отёка крайней плоти с последующим её сужением. В раннем возрасте парафимоз может развиваться в связи с физиологически небольшими размерами крайней плоти.
При парафимозе нарушается венозный отток от головки, она увеличивается в размерах и синеет, в половом члене развивается сильная боль. Диагноз не представляет затруднений по данным внешнего осмотра.

## Лечение
На ранних стадиях развития парафимоза возможно консервативное лечение, заключающееся во «вправлении» головки (перед этой манипуляцией желательно провести охлаждение, обезболивание, смазку головки каким-либо лубрикантом, обычно — вазелиновым маслом; возможно также удаление отёчной жидкости посредством пункции или применение т. н. «осмотического способа», когда отёк головки и крайней плоти уменьшается посредством аппликаций растворов нейтральных веществ, например, глюкозы, высокой концентрации). При невозможности консервативного лечения показана экстренная операция, невыполнение которой грозит тяжёлыми осложнениями (некроз головки, гангрена). Как правило, осуществляют рассечение ущемляющего кольца (т. н. «дорзальная инцизия») крайней плоти c последующей репозицией головки. Впоследствии (после спадения отёка тканей крайней плоти) два лоскута крайней плоти можно сшить обратно, но чаще выполняют её отсечение с ушиванием внутреннего и наружного её листков позади головки (такая операция даёт тот же результат, что и обычное обрезание). Если состояние мягких тканей не внушает опасений, то дорзальную инцизию и отсечение крайней плоти осуществляют одномоментно.
При развившемся некрозе головки производят ампутацию полового члена.

## Профилактика
Предупреждающими мерами являются ранняя диагностика и своевременное лечение предшествующего фимоза.